# Gouvernement Depretis II
Royaume d'Italie
Depretis I Cairoli I
Le gouvernement Depretis II (Governo Depretis II, en italien) est le gouvernement du royaume d'Italie entre le 26 décembre 1877 et le 24 mars 1878, durant la XIIIe législature.

## Composition
Composition du gouvernement
- Gauche historique

### Président du conseil des ministres
Agostino Depretis